# كراهية النساء (كتاب)

## كراهية النساء
نظرة راديكالية عن الغريزة الجنسية.هو كتاب أُلف بواسطة الناشطة والكاتبة الراديكالية النسوية الأمريكية أندريا دوركين، في عام 1974.

### خلفية عن الكاتبة
أثناء إقامة دوركين في أمستردام بهولندا، قابلت ريكي أبرامز، وهي عاهرة وزميلة في الغربة. وقدمت أبرامز دوركين على الكتابة الراديكالية النسائية المبكرة من أجل الولايات المتحدة الأمريكية، وأُلهمت دوركين خصوصًا بكتاب (كايت ميليت) عن السياسة الجنسية، وكتاب (شولاميث فايرستون) عن الجدال الجنسي، وكتاب (روبين مورجانز) عن الأخوية القوية. وبدأت دوركين وأبرامز العمل على قطع صغيرة من الأعمال عن الراديكالية النسائية للسيدات المكروهات في الثقافة والتاريخ، وتتضمن مسودة كاملة عن فصل في مجلة إباحية للثقافة المضادة تسمى «الثدي»، والتي يتم نشرها بواسطة مجموعة من زملاء الغربة في هولندا.
وقبل مغادرة دوركين لهولندا تحدثت مع أبرامز عن خبراتها في هولندا، والحركة النسائية الناشئة والكتاب الذي بدأوا كتابته معًا. وافقت دوركين على تكملة الكتاب والذي أعطته عنوانًا وهو كراهية المرأة ونشرته عندما وصلت إلى الولايات المتحدة الأمريكية. في ذكرياتها، ربطت دروكين أنه أثناء المحادثة غيرت مسار حياتها لتكرسها من أجل الحركة النسائية.
الجلوس مع ريكي، التحدث مع ريكي، فعهدت نذرًا على نفسي على أن استخدم كل شئ أعرفه متضمنًا من البغاء حتى جعل الحركة النسائية أكبر وأقوى، وأن أعطي حياتي إلى الحركة النسائية ومن أجل الحركة النسائية. لقد وعدت على جلب الفخر والرخاء للمرأة، على أن أفعل أي شئ ضروري من أجل ذلك الرخاء. أنا وعدت على أن أعيش وأموت من أجل حاجة النساء. لقد نذرت ذلك النذر منذ ثلاثين عامًا ولم أخنه منذ ذلك الحين.
كتب بواسطة أندريا دوركين، القلب المفطور: الذاكرة السياسية من أجل النضال النسائي،122.

#### الخلاصة
اختبرت دوركين مكان ووصف المرأة في أساطير ومواد إباحبة -مركزة على الروايات الفرنسية الجنسية مثل قصة أوه  ورواية الصورة ومجلة الثدي الإباحية- ثم ألقت نظرة على الممارسات التاريخية مثل تضييق مقاس القدم للسيدات في الصين، وحرق الساحرات في العصور الوسطى في أوروبا من منظور نسائي راديكالي. ويناقش الكتاب في الفصل الأخير منه مفهوم المنظر الخنثوي الأنثوي، من خلال ثقافات متعددة والأساطير القديمة. ويجادل من أجل «تطوير نوع جديد من الإنسان، ونوع جديد من المجتمع الإنساني» خالي من الجنس والقواعد الجنسية.